# Francesc Castelló (catedràtic)
Francesc Castelló (segle XVI) va ser un professor universitari, rector de la Universitat de Barcelona.

## Biografia
Francesc Castelló fou catedràtic de filosofia a partir del curs 1551-1552 i d'arts entre 1551-1556, i més endavant ho va ser de medicina fins a l'any 1578 o més.
Posteriorment va ser nomenat rector de la Universitat de l'Estudi General de Barcelona, càrrec que va exercir entre l'1 d'agost de 1556 i el 31 de juliol de 1557. Tingué una notable participació política en el Consell de Cent, on fou conseller segon entre 1566 i 1567 i, novament, entre 1575 i 1576. També va ostentar els càrrecs de socors entre 1570 i 1571, i el 1573; i el de mostassaf de la ciutat de Barcelona. L'any 1564 es va encarregar d'assistir els malalts de la pesta.
Va morir a finals del segle xvi.